# شبکه القدس
شبکهٔ القدس (عربی: قناة القدس) یک کانال ماهواره‌ای فلسطینی در ماهواره عربی نایل‌ست و عرب‌ست بود که پخشش از ۱۱ نوامبر ۲۰۰۸ آغاز شده‌بود. این ایستگاه از نظر تحریریه طرفدار فلسطین است و بعد از شبکه الاقصی، دومین کانال تلویزیونی ماهواره‌ای حماس است. این شبکه در لندن مجوز دارد و دارای دفاتری در نوار غزه، کرانه باختری، بیروت و دمشق بود. مرکز اطلاعات و اخبار تروریسم القدس را به تریبون حماس متهم کرد. خبرگزاری‌های آمریکایی مانند نیویورک تایمز و آسوشیتدپرس نیز تلویزیون القدس را «طرفدار حماس» توصیف می‌کردند.
در ۱۸ نوامبر ۲۰۱۲، در جریان عملیات ستون ابر، اسرائیل دفتر ایستگاه تلویزیونی القدس در غزه را بمباران و سه کارمند را زخمی کرد.

## خاموش کردن
در ۱۰ فوریه ۲۰۱۹، تلویزیون القدس به دلیل مشکلات مالی خاموش شد.